# Cristatogobius
Cristatogobius és un gènere de peixos de la família dels gòbids i de l'ordre dels perciformes.

## Taxonomia
- Cristatogobius albius (Chen, 1959)
- Cristatogobius aurimaculatus (Akihito & Meguro, 2000)[2]
- Cristatogobius gobioides (Ogilby, 1886)
- Cristatogobius lophius (Herre, 1927)
- Cristatogobius nonatoae (Ablan, 1940)
- Cristatogobius rubripectoralis (Akihito, Meguro & Sakamoto, 2003)[3][4][5][6][7][8][9]